# Девон (Пенсилванија)
Девон (енгл. Devon) насељено је место без административног статуса у америчкој савезној држави Пенсилванија.

## Демографија
По попису из 2010. године број становника је 1.515.
| Група             | 2000.    | 2010.         |
| Белци             | 0 (0,0%) | 1.371 (90,5%) |
| Афроамериканци    | 0 (0,0%) | 17 (1,1%)     |
| Азијати           | 0 (0,0%) | 66 (4,4%)     |
| Хиспаноамериканци | 0 (0,0%) | 32 (2,1%)     |
| Укупно            | 0        | 1.515         |